# Полосухин, Виктор Иванович
Ви́ктор Ива́нович Полосу́хин (28 февраля 1904 — 18 февраля 1942) — советский офицер, командир 32-й Краснознаменной Саратовской стрелковой дивизии в годы Великой Отечественной войны. Герой Российской Федерации (16 августа 2021, посмертно). Полковник (1940).

## Биография

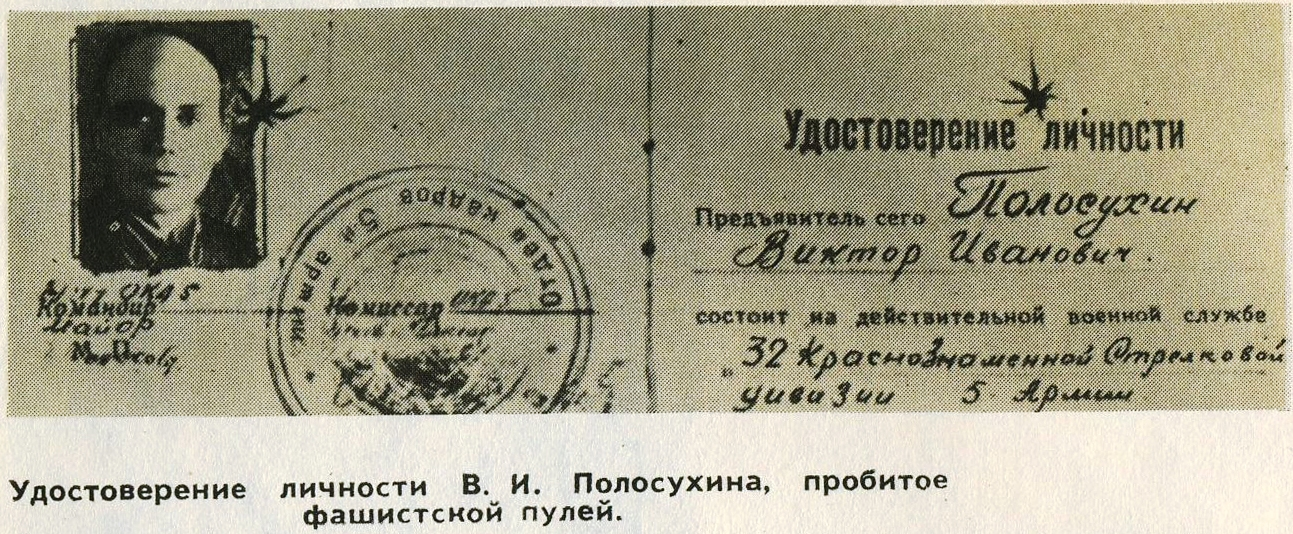
Удостоверение Полосухина В. И.

Виктор Иванович Полосухин в октябре 1941 года

Родился 28 февраля 1904 года на прииске «Весёлый» недалеко от Кузнецка. Из крестьян. В семье было 7 детей. Во время его детства семья переселилась в Кузнецк. Отец умер в 1911 году, с этого года Виктор работал подпаском, а затем и пастухом. В 1920 году окончил школу-семилетку в Кузнецке. Работал провешивальщиком на одном из предприятий города.
В 1920 году участвовал в борьбе с бандитизмом в переменном составе отряда ЧОН. В том же году вступил в комсомол.
В Красной Армии с 26 июня 1921 года. Окончил 25-ю Томскую пехотную школу командного состава РККА в 1924 году. С сентября 1924 года служил в 15-м Витебском стрелковом полку: командир стрелкового взвода, командир взвода полковой школы, помощник начальника полковой школы. В 1925 году вступил в ВКП(б). С октября 1926 по июль 1927 года учился на Военно-политических курсах имени Фридриха Энгельса (Ленинград). С июля 1927 года служил в 93-м стрелковом полку (Сталинград): помощник командира роты по политчасти, командир и политрук роты, врид командира батальона, ответственный секретарь партбюро, начальник штаба батальона. С января 1932 года служил в 91-м стрелковом полку (Астрахань): начальник полковой школы, командир учебного батальона. 
В июне 1934 года переведён на Дальний Восток и там направлен в 103-й стрелковый полк 105-й стрелковой дивизии Особая Краснознамённая Дальневосточная армия, где командовал стрелковым и учебным батальонами, а затем стал  исполняющим должность начальника штаба полка. В ноябре 1937 года его в третий раз направили на учёбу.
В июле 1938 года окончил Высшие стрелково-тактические курсы усовершенствования командиров пехоты «Выстрел». По их окончании вернулся в ту же дивизию на должность  командира 314-го стрелкового полка (с. Пуциловка, Уссурийская область). За два года вывел полк на первой место по боевой и политической подготовке по всей армии. С июня 1940 года — командир 1-й отдельной стрелковой бригады ОКДВА. С марта 1941 года — командир 32-й стрелковой дивизии 25-й армии Дальневосточного фронта (пос. Раздольное, Приморский край).
В Великую Отечественную войну в октябре 1941 года 32-я стрелковая дивизия была в числе тех сибирских и дальневосточных дивизий, которые были срочно переброшены на защиту Москвы. Изначально дивизия подлежала передаче в состав 4-й армии Ленинградского фронта, и к 29 сентября 1941 года даже успела выгрузиться на станциях Мурманские Ворота и Волхов. Однако, когда советскому командованию стал ясен масштаб катастрофы после разгрома войск Западного и Резервного фронтов в Вяземском «котле», дивизия получила приказ о срочной переброске на Западный фронт. 6 октября дивизия срочно погрузилась в эшелоны, 10 октября выгрузилась в районе Можайска. Дивизия была включена в состав 5-й армии и получила приказ срочно занять рубеж в полосе до 40 километров, срочно подготовив его к обороне. Уже 12 октября произошла первая стычка с немецкой разведчастью, а 16 октября 1941 года дивизия в полном составе приняла свой первый бой во время Московской битвы, ведя напряжённые оборонительные бои на можайском направлении. Под командованием полковника В. И. Полосухина 32-я дивизия на 6 суток задержала на Бородинском поле части 40-го моторизованного корпуса 4-й танковой группы вермахта, рвавшегося к городу Москве. Ведя неравные бои с превосходящими силами противника, воины дивизии уничтожили около 10 тысяч солдат и офицеров противника.
В ноябре дивизия по приказу отошла в район деревни Акулово, где несколько недель удерживала порученный ей рубеж. С 5 декабря 1941 года дивизия участвовала в контрнаступлении советских войск под Москвой, только за декабрь пройдя с боями на запад около 100 километров и освободив около 200 населённых пунктов. За подвиги личного состава в Московской битве дивизии приказом наркома обороны СССР от 24 мая 1942 года было присвоено гвардейское звание и она стала именоваться 29-я гвардейская стрелковая дивизия, но её геройский командир до этой награды не дожил.
Виктор Иванович Полосухин погиб 18 февраля 1942 года на подмосковной земле, под Можайском, недалеко от села Семёновское, в местности, которая именуется сейчас Долиной Славы. Командир дивизии был убит пулемётным огнём на переднем крае во время рекогносцировки местности перед готовящейся атакой.
Захоронен у мемориала павшим в Парке Победы города Можайска.

## Награды
- Указом Президента Российской Федерации от 16 августа 2021 года №465 за мужество и героизм, проявленные в борьбе с немецко-фашистскими захватчиками в период Великой Отечественной войны 1941–1945 годов, полковнику Полосухину Виктору Ивановичу присвоено звание Героя Российской Федерации (посмертно)[11].
- Указом Президиума Верховного Совета СССР от 02.01.1942 года полковник В. И. Полосухин награждён орденом Красного Знамени за успешные боевые действия с 1 по 4 декабря 1941 года в районе деревни Акулово[12].

## Память
Именем В. И. Полосухина названы:
- Улица в Можайске;
- Улица Полосухина в Москве;
- Улица Полосухина в Омске (16-й Военный городок)[13];
- Улица Полосухина в Новокузнецке (район Форштадт)[14];
- 583-я средняя школа в Москве;
- железнодорожная станция Полосухино Западно-Сибирской железной дороги.

Решением исполкома Новокузнецкого городского Совета народных депутатов от 18.10.1989 г. № 243 Полосухину В. И. посмертно присвоено звание «Почетный гражданин города Новокузнецка».
Решением 8-й сессии городского Совета народных депутатов г.Можайска 17 созыва 20 октября 1981 года Полосухину Виктору Ивановичу (посмертно) присвоено звание Почетного гражданина города Можайска.
На месте гибели полковника В. И. Полосухина бывшими воинами 32-й стрелковой дивизии в 1978 году установлен памятный знак.
9 декабря 2016 году бюст Полосухина был открыт на Аллее Российской Славы в Можайске.
5 августа 2017 года бюст Полосухина был открыт на станции Полосухино.

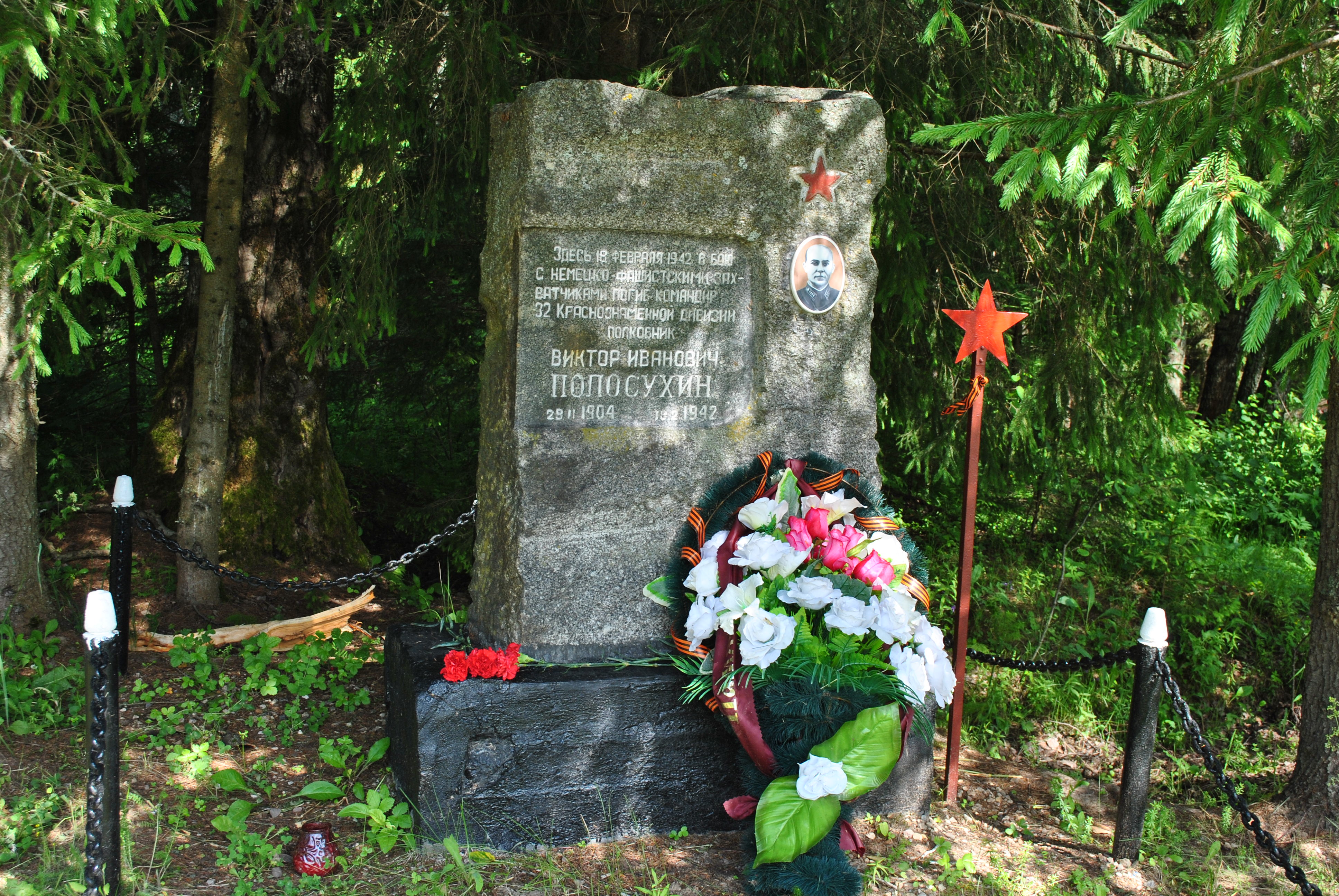
Памятник В. И. Полосухину в начале леса у бывшего Васильковского узла сопротивления немцев, на месте его гибели.
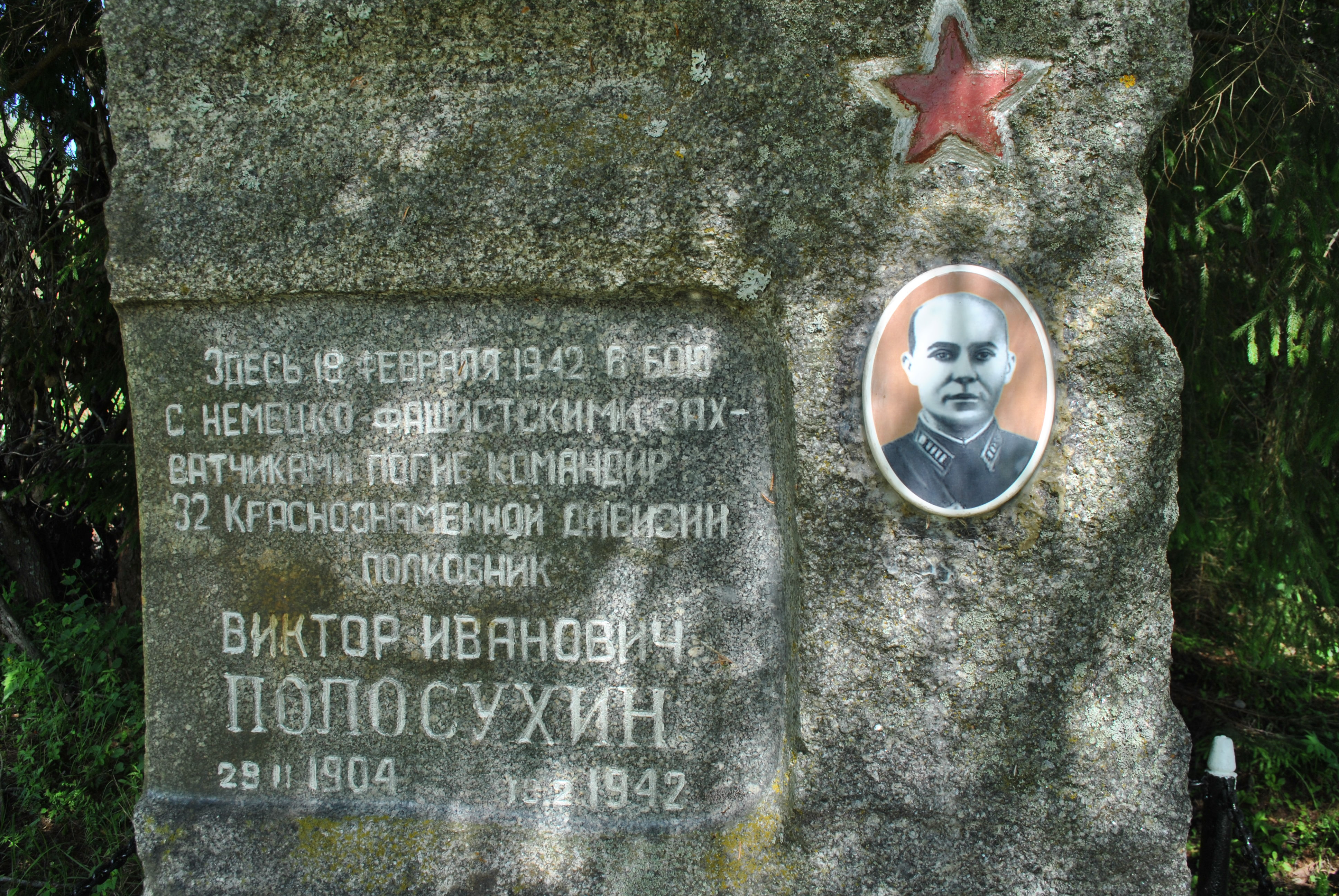
Надпись и фотография на памятнике В. И. Полосухину.
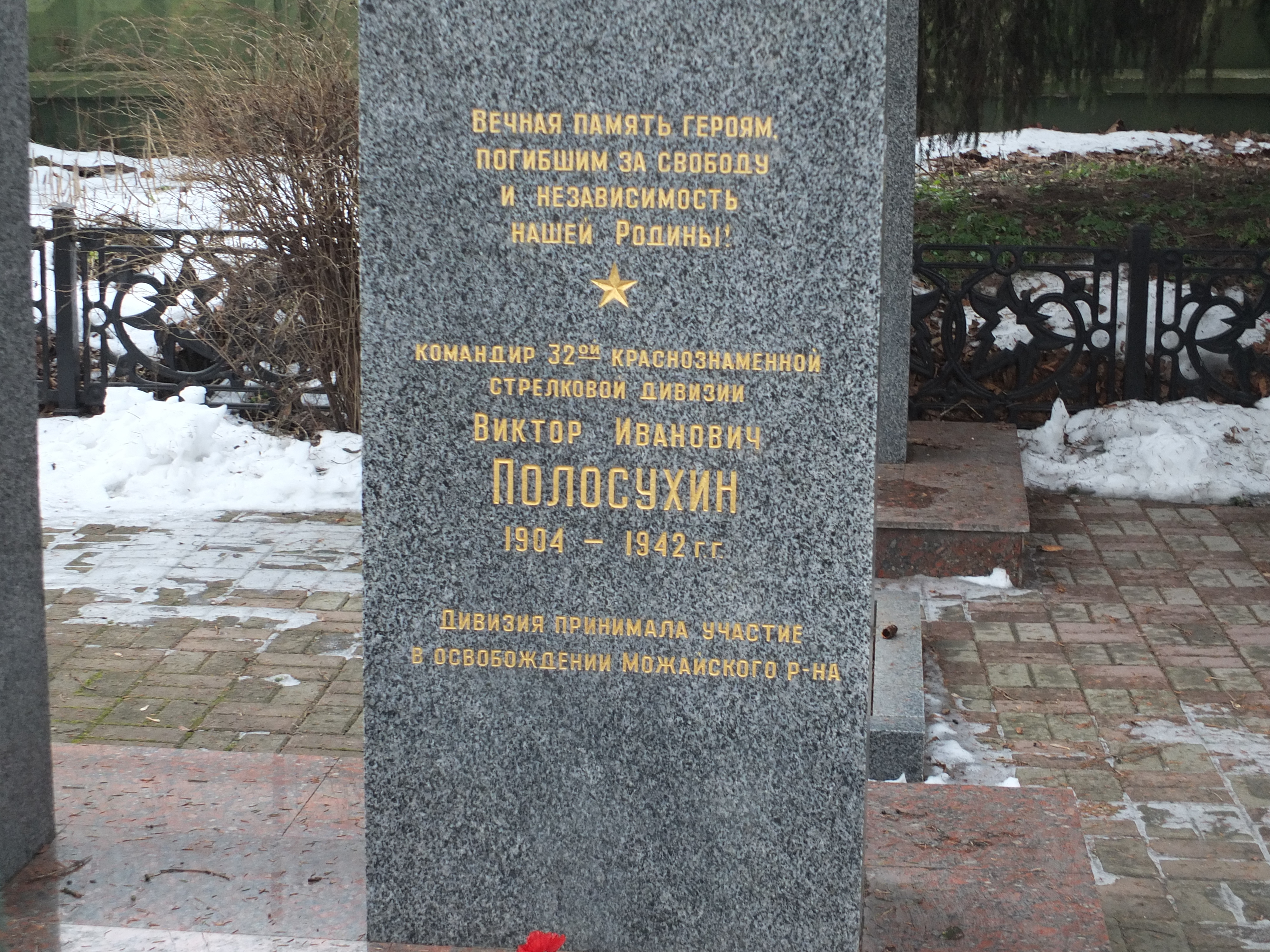
Могила В. И. Полосухина на городском некрополе города Можайска.
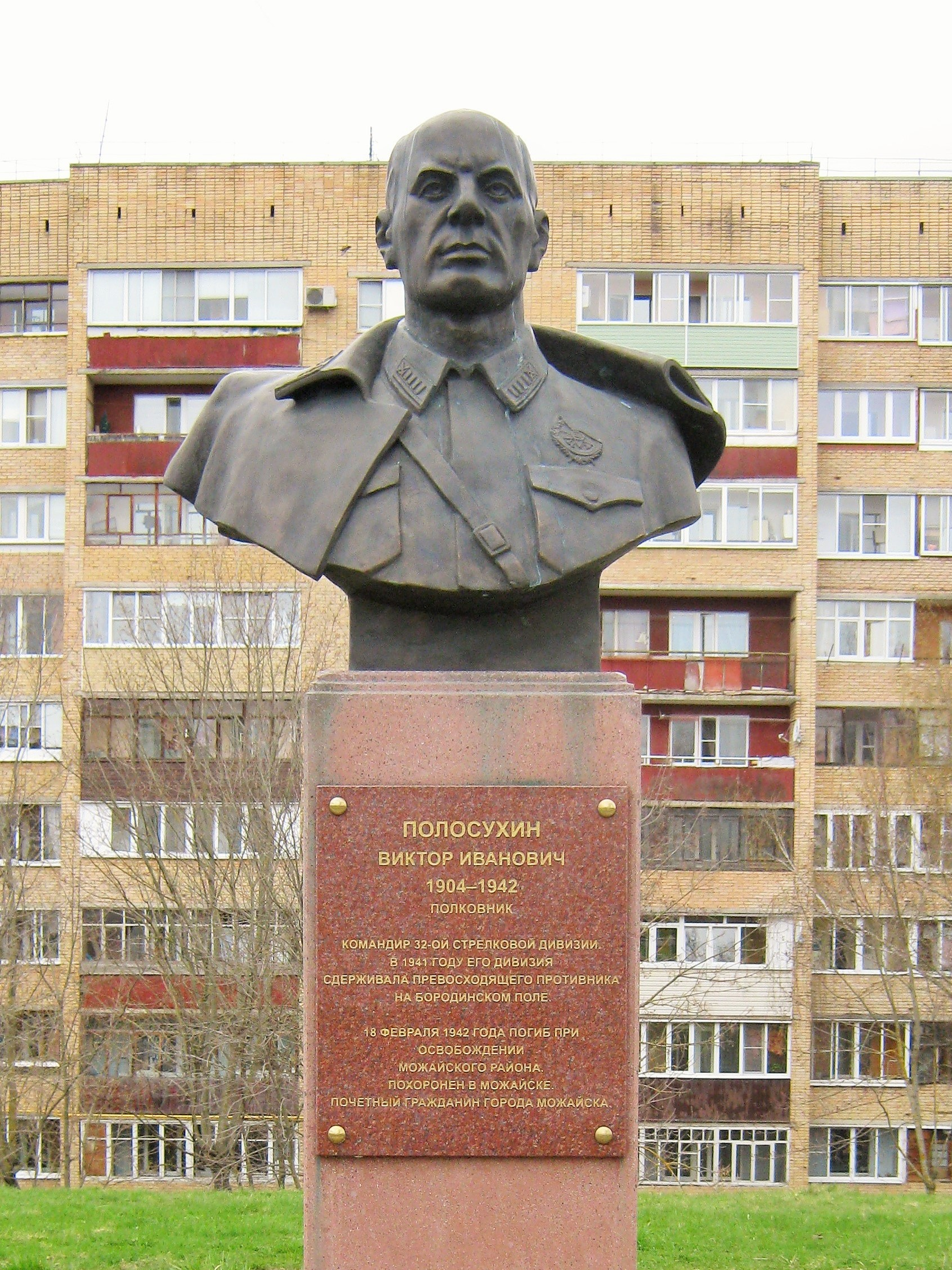
Бюст В. И. Полосухина на аллее Героев в Можайске.
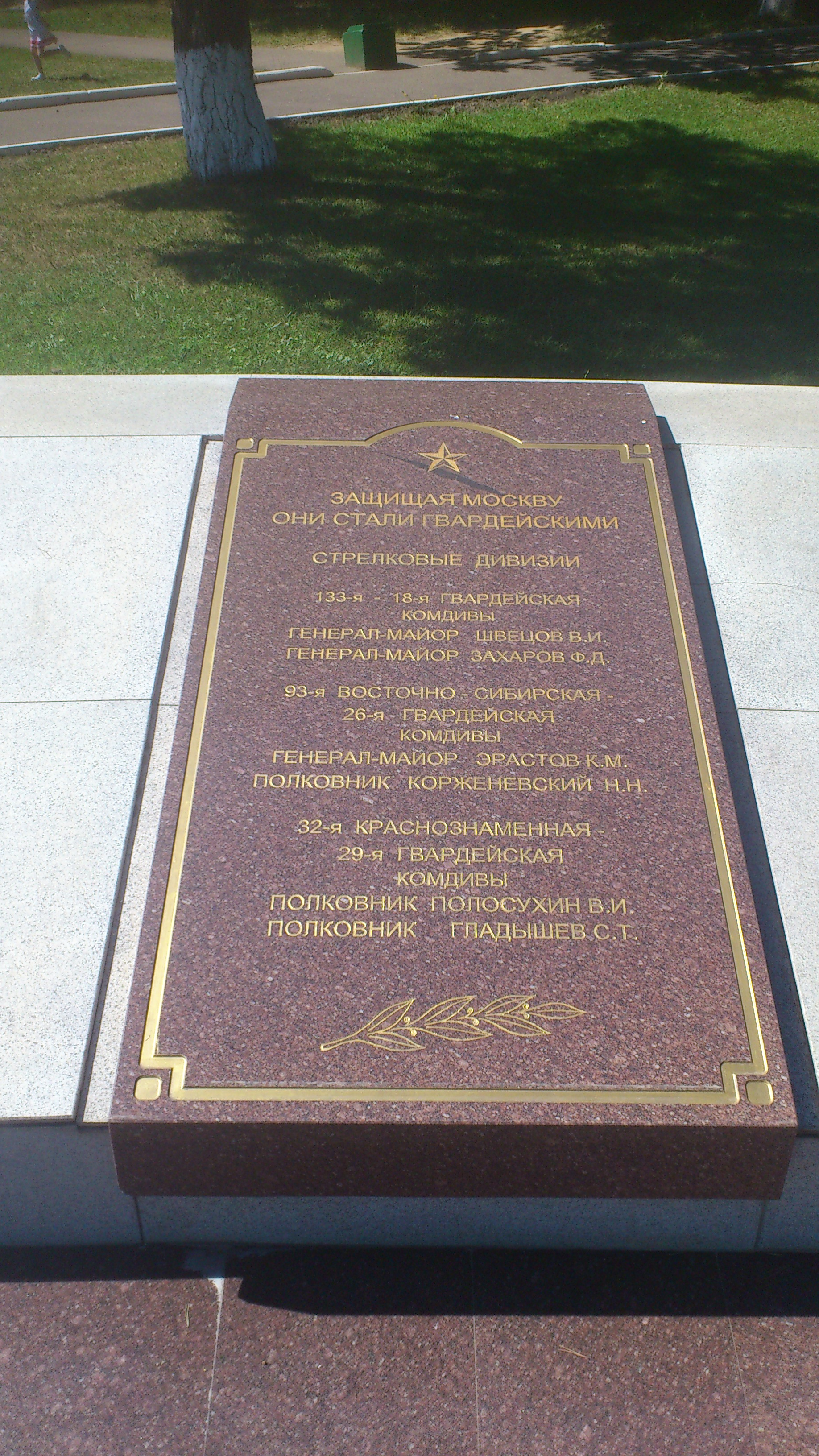
Имя комдива 32 сд В. И. Полосухина высечено на плите мемориального комплекса «Воинам-сибирякам».
Мемориальный комплекс «Воинам-сибирякам», Ленино-Снегирёвский военно-исторический музей.

## Киновоплощения
В киноэпопее «Битва за Москву» (1985) роль полковника Полосухина исполнил Николай Иванов. 